# Kurd Maverick
Kurd Maverick (eigentlich Cihan Ötün) ist ein deutscher House-Produzent und DJ. Sein Pseudonym ist eine Anspielung auf seine kurdische Abstammung.

## Leben und Karriere
Seinen ersten musikalischen Erfolg hatte Cihan Ötün 2005 mit einem Remix von Technotronics Pump Up The Jam unter dem Pseudonym Kurd Maverick. Der Remix erschien auf dem britischen Musiklabel Ministry of Sound. Seine erste eigene Single The Rub (I Never Rock) erschien 2006 bei Kontor Records. Die Vocals zur Single stammen dabei von Kurd Maverick selbst. Den größten Erfolg hatte er zusammen mit Eddie Thoneick mit der Houseversion des 1980er-Nummer-eins-Hits Love Sensation von Loleatta Holloway. Die Neuversion kam in den britischen Singlecharts auf Platz 39. Mit Let’s Work erschien 2007 noch eine dritte Single bei Kontor Records.
Maverick ist auch ein gefragter Remix-Künstler und hat bisher unter anderem Remixe für Robbie Williams, Bob Sinclar, Basement Jaxx, Rosenstolz, Erick Morillo, Boy George und die Pet Shop Boys produziert.
Zu Beginn des Jahres 2010 gründete Kurd Maverick sein eigenes Musiklabel namens Otune! Records.

## Diskographie

### Singles
- 2006: The Rub (I Never Rock)
- 2006: Love Sensation 2006 (mit Eddie Thoneick)
- 2007: Let’s Work
- 2007: String of Tortuga
- 2007: Rise! (mit Tapesh feat. Terri B!)
- 2008: Let the Freak Out! (mit Azin)
- 2008: (All Over) The World
- 2009: Love Emergency (mit Sam Obernik)
- 2009: Blue Monday
- 2009: Ring Ring Ring (mit Rud)
- 2010: Shine a Light
- 2011: N.Y.C (mit Terri B!)
- 2012: Warum Nisht?!
- 2012: Hell Yeah
- 2012: Happy Days
- 2013: Dreamer 2013 (mit Markus Binapfl, Armand Pena & Kelly D)
- 2014: Tubaclaposis
- 2014: Jump Around
- 2016: The Rub Revisit 2016
- 2016: All I Wanna Do
- 2018: RECKLESS
- 2018: He’s Alright EP
- 2018: Wake Up
- 2019: Lonely (mit Eddie Thoneick)
- 2019: Brunhilde
- 2019: Everywhere Is House
- 2019: Turn Up
- 2019: Chicago (mit Eddie Thoneick)
- 2020: Understand Me EP
- 2020: Dancing To

### Remixe (Auswahl)
- 2005: D.O.N.S. feat. Technotronic – Pump Up the Jam
- 2006: Basement Jaxx – Take Me Back to Your House
- 2006: Soul Avengerz feat. Javine – Don’t Let the Morning Come
- 2006: Full Intention – Soul Power
- 2006: Robbie Williams – Lovelight
- 2006: Chic Flowerz vs. Muriel Fowler – Gypsy Woman
- 2006: Sonique – Tonight
- 2006: John Dahlbäck – Nothing Is for Real
- 2007: Bob Sinclar – Everybody Movin
- 2007: Tim Deluxe feat. Simon Franks – Let the Beats Roll
- 2008: Rosenstolz – Wie Weit Ist Vorbei
- 2008: Eddie Thoneick – I Wanna Freak U
- 2009: Pet Shop Boys – Love Etc.
- 2010: Boy George – Amazing Grace
- 2010: Alex Gaudino – I’m In Love (I Wanna Do It)
- 2010: Eddie Thoneick feat. Andy P. – Love Under Pressure
- 2014: Mariah Carey – You’re Mine (Eternal) (Jermaine Dupri X Kurd Maverick Germany to Southside Remix)
- 2019: Tough Love – Echoes